# ألكسندر هاغن
الكسندر هاغن (بالألمانية: Alexander Hagen)‏ هو متسابق يخت ألماني، ولد في 1955.

## وصلات خارجية
- ألكسندر هاغن على موقع أوليمبيديا (الإنجليزية)